# استدلال چیزی برای پنهان کردن وجود ندارد
استدلال چیزی برای پنهان کردن وجود ندارد می‌گوید که برنامه‌های نظارتی دولت، حریم خصوصی را تهدید نمی‌کنند مگر اینکه دولت فعالیت‌های غیرقانونی کشف کند که در این صورت فردی که مرتکب انجام فعالیت‌های غیرقانونی شده، حق خصوصی نگه‌داشتن آن‌ها را ندارد. از این رو کسی که با این طرز فکر موافق است ممکن است ادعا کند «من چیزی برای پنهان کردن ندارم» و بنابراین با نظارت دولت هم ابراز مخالفت نکند. او ممکن است با استفاده از این استدلال بگوید که اگر کسی «چیزی برای پنهان کردن نداشته باشد.» نباید نگرانی در مورد دولت یا نظارت داشته باشد.
شعار «اگر شما چیزی برای پنهان کردن ندارید پس شما چیزی برای ترسیدن ندارید» در برنامهٔ تلویزیون مداربسته که در شهرستان‌های بریتانیا امتحان شد، مورد استفاده قرار گرفت.

## شیوع
این استدلال، معمولاً در بحث‌های مربوط به حریم خصوصی استفاده می‌شود. یک محقق قوانین به نام جفری سنگ، گفته است که استفاده از این استدلال «بیش از حد شایع است». بروس اشنایر، کارشناس امنیت اطلاعات و رمزنگار، این استدلال را به عنوان «شایع‌ترین جواب در مقابل مدافعان حفظ حریم خصوصی» توصیف کرده‌است. کلین جی. بنت، نویسندهٔ مدافعان حفظ حریم خصوصی، گفته است که یک مدافع حریم خصوصی اغلب این استدلال را باید «به‌طور مداوم رد کند». بنت توضیح داده است که بیشتر مردم «با این اعتقاد که فرایندهای نظارتی روی آن‌ها اعمال نمی‌شود و مختص اشرار و ستمگران است، مشغول زندگی روزمرهٔ خود هستند.» و این که «گرایش رایجی وجود دارد نسبت به این‌که سازوکارهای نظارت متوجه دیگران است» درحالی‌که «شواهدی وجود دارد که نظارت بر رفتار فردی به کاری معمول و روزمره تبدیل شده است».

## مردم‌نگاری
یک مطالعهٔ مردم‌نگاری از ترکیب خدمات آنلاین با زندگی روزمره با نام «آنلاین قرارگرفتن حریم خصوصی: برداشت‌های پیچیده و شیوه‌های روزمره» در مجلهٔ اطلاعات، ارتباطات و جامعه در سال ۲۰۰۴ توسط آنا ویسئو، اندرو رئوف و جین آسپینال منتشر شد. در این مطالعه این استدلال از کرستی بست نویسندهٔ کتاب «زندگی در نظارت جامعه کنترل، کاربران و فناوری‌های نمایش دیجیتال» نقل می‌شود که می‌گوید، «طبقهٔ اجتماعی کاملاً شاغل، از طبقهٔ متوسط تا متوسط رو به بالا از نظر درآمد در مقایسه با سایر پاسخ‌دهندگان که نگرانی نشان نمی‌دهند اعتقادات مشابهی را دربارهٔ مورد هدف نظارت نبودن را بیان می‌کنند» و «در این موارد پاسخ‌دهندگان این دیدگاه را داشتند که هیچ کار اشتباهی نمی‌کنند یا چیزی برای پنهان کردن ندارند.» به جز نمونهٔ آماری استفاده شده در مطالعهٔ ویسو، یک گزارش با استفاده از فناوری افزایش حریم خصوصی و ویسو گفت: «یکی از روشن‌ترین ویژگی‌های موضوعات ما یعنی حریم خصوصی و برداشت‌ها و شیوه‌ها انفعال نسبت به این مسئله است.» ویسو گفت که این انفعال نشات گرفته از استدلال «چیزی برای پنهان کردن وجود ندارد» است.
در یک مطالعه کیفی که برای دولت انگلستان در حدود سال ۲۰۰۳ انجام شده، دکتر پری سیک [کذا] چهار چشم‌انداز را در رابطه با ریسک‌های حریم خصوصی با وصل کردن هشت فریم برای نشان دادن توزیع‌های نگرش حریم خصوصی ارائه کرد. با توجه به این مطالعه، مردانی که خود اشتغالی دارند پیش از تغییر نگرش به اینکه نظارت را به عنوان یک مزاحمت به جای یک تهدید درک کنند، در ابتدا از استدلال «چیزی برای پنهان کردن وجود ندارد» استفاده کردند.

## تأثیر بر پاسداری از حریم خصوصی
ویسئو و همکاران مدعی هستند این استدلال "در ادبیات حریم خصوصی به عنوان یک مانع برای توسعهٔ عملی استراتژی‌های حفاظت از حریم خصوصی ثبت شده و آن هم مربوط به طبیعت مبهم و نمادین اصطلاح "حریم خصوصی" می‌شود." آن‌ها توضیح دادند که حریم خصوصی یک مفهوم انتزاعی است و مردم تنها زمانی نگران آن خواهند شد که حریم خصوصیشان از بین رفته باشد و آن‌ها از دست دادن حریم خصوصی را، با مردمی که می‌دانند که سوراخ لایه اوزون و گرم شدن کره زمین تحولاتی منفی هستند اما «دستاوردهای فوری رانندگی با ماشین به محل کار یا استفاده از اسپری مو برایشان بیشتر از زیان‌های اغلب نامرئی آلوده کردن محیط زیست مهم است»، مقایسه می‌کنند.

## استدلال‌ها در تأیید و رد

### در تأیید حریم خصوصی
ادوارد اسنودن: «این استدلال که حق داشتن حریم خصوصی برایتان مهم نیست چون چیزی برای پنهان کردن ندارید هیچ فرقی با این ندارد که بگویید آزادی بیان، برایتان مهم نیست به این دلیل این که شما چیزی برای گفتن ندارید.»
دنیل جی. سولو در یک مقاله برای تاریخچهٔ آموزش عالی اظهار داشت که او مخالف این استدلال است و اظهار داشت که یک دولت می‌تواند اطلاعاتی را در مورد یک شخص نشت دهد و باعث آسیب رساندن به آن شخص شود یا از اطلاعات موجود دربارهٔ یک شخص حتی اگر او در واقع کار خلافی کرده باشد، استفاده کند تا از دسترسی او به خدمات جلوگیری کند و به این ترتیب دولت می‌تواند با اشتباهاتش باعث آسیب رساندن به زندگی شخصی آن فرد شود. سولو نوشت: «زمانی که به‌طور مستقیم درگیر آن شویم استدلال هیچ چیز برای پنهان کردن وجود ندارد می‌تواند با متمایل کردن بحث به سمت درک باریک این استدلال از حریم خصوصی، ما را به دام بیندازد. اما زمانی که با مجموع مشکلات حریم خصوصی که با دخالت دولت برای جمع کردن داده و استفاده از نظارت و افشاء ایجاد می‌شوند، مواجه شود، استدلال هیچ چیز برای پنهان کردن ندارم در پایان چیزی برای گفتن ندارد.»
دانا بوید، یک محقق رسانه‌های اجتماعی با این استدلال مخالفت کرده‌است. او گفته که حتی اگر «مردم چون هیچ کار غلطی انجام ندادند، اغلب از نظارت دولت احساس ایمنی کنند»، باز هم یک نهاد یا گروه می‌تواند تصویر یک فرد را تحریف کند و به اعتبار او آسیب بزند یا مغالطهٔ انجمن می‌تواند برای بدنام کردن یک فرد مورد استفاده قرار گیرد.
آدام د. مور، نویسندهٔ حقوق حریم خصوصی: مبانی اخلاقی و حقوقی استدلال می‌کند که «این دیدگاه وجود دارد که حقوق حریم خصوصی در معادلهٔ هزینه/منفعت مقاومت می‌کنند یا استدلال‌های نتیجه‌گرا برای آن وجود دارند. اما در اینجا ما به رد این دیدگاه می‌پردازیم که منافع حاصل از حفظ حریم خصوصی می‌توانند به نفع امنیت معامله شود.» او همچنین اظهار داشت که نظارت می‌تواند به‌طور نامتناسبی روی گروه‌های خاص در جامعه بر اساس ظاهر، قومیت و مذهب تأثیر بگذارد. مور مدعی است که حداقل سه مشکل دیگر در استدلال "چیزی برای پنهان کردن وجود ندارد" وجود دارد. اولین اشکال این است که اگر افراد حقوق حفظ حریم خصوصی را داشته باشند دیگر ارجاع به "چیزی برای پنهان کردن وجود ندارد" بی‌ربط است. حریم خصوصی، به عنوان یک حق برای کنترل دسترسی و استفاده از فضاها، مکان‌ها و اطلاعات شخصی شناخته می‌شود و این به معنی آن است که صاحب این حق می‌تواند دسترسی به آن را تعیین کند. مور برای اینکه این بحث را به نتیجه برساند این مورد را بررسی می‌کند. "تصور کنید که یک روز پس از خروج از خانهٔ خود، شما یک فرد را در حال جستجو داخل سطل زباله‌تان پیدا می‌کنید درحالی‌که با زحمت یادداشت‌ها و اسناد خرد شده را پیدا و در کنار هم قرار می‌دهد. در پاسخ به سکوت متعجب شما او اعلام می‌کند "شما هیچ چیزی ندارید که به خاطرش نگران شوید - هیچ دلیلی برای پنهان کردن آنجا وجود ندارد؟'" دوم افراد ممکن است مایل به پنهان کردن رفتار شرم‌آور یا رفتار پذیرفته نشده توسط فرهنگ غالب باشند. «سابقه پزشکی یا جنسی یک فرد را در نظر بگیرید. تصور کنید کسی به یک کتابخانه برای یادگیری شیوهٔ جایگزین زندگی که مورد قبول اکثریت نیست، سر بزند.» سرانجام مور استدلال می‌کند که «چیزی برای پنهان کردن وجود ندارد» اگر جدی گرفته شود می‌تواند علیه مأموران دولت، سیاستمداران و مدیرعامل‌ها مورد استفاده قرار گیرد. این یعنی که استدلال «چیزی برای پنهان کردن وجود ندارد» را بچرخانیم. مور معتقد است که مأمور NSA، سیاستمدار، رئیس پلیس و مدیرعامل هم چیزی برای پنهان کردن ندارند پس باید مانند بقیهٔ ما شفافیت کامل را بپذیرند. «اما آن‌ها اینکار را نمی‌کنند و زمانی که به آن‌ها ابزارهای تکنولوژیک برای نظارت داده می‌شود، سیاستمدار، رئیس پلیس یا مدیرعامل تقریباً همیشه قبول دارند که تماشای دیگران چیز خوبی است.»
بروس اشنایر یک کارشناس امنیت اطلاعات و رمزنگار، با استناد به بیانیهٔ کاردینال ریشلیو که می‌گوید «اگر کسی به من شش خط نوشته شده به دست راستگوترین انسان را بدهد، من چیزی در آن‌ها خواهم یافت تا او را به خاطرش دار بزنند» مخالفت خود را ابراز کرد. این بیانیه به این اشاره دارد که چگونه دولت آمریکا می‌تواند جنبه‌هایی از زندگی انسان را پیدا کند که به وسیلهٔ آن او را تحت تعقیب قانونی قرار دهد یا از او باج‌خواهی کند. اشنایر همچنین می‌گوید "خیلی‌ها به اشتباه این بحث را به عنوان بحث "امنیت در مقابل حریم خصوصی" می‌شناسند درحالی‌که انتخاب واقعی بین آزادی و در مقابل آن کنترل است."
امیلیو مردینی، فیلسوف و روانکاو، می‌گوید که استدلال «چیزی برای پنهان کردن وجود ندارد» ذاتاً پارادکس دارد. آدم‌ها برای اینکه بخواهند «چیزی را» پنهان کنند لازم نیست «چیزی برای پنهان کردن» داشته‌باشند. آنچه مرتبط است آن چیزی نیست که پنهان شده، بلکه این تجربه است که یک ناحیهٔ صمیمی وجود دارد که می‌تواند مخفی باشد و دسترسی به آن محدود شده‌است. اگر از جنبه روانشناسانه توضیح دهیم ما با کشف کردن اینکه می‌توانستیم چیزهایی را از دیگران مخفی کنیم تبدیل به اشخاصی حقیقی می‌شویم.
جولیان آسانژ می‌گوید: "هنوز پاسخ کاملاً قانع‌کننده‌ای وجود ندارد. جیکوب اپلبام (@ioerror) یک پاسخ هوشمندانه دارد و از افرادی که این استدلال را می‌آورند می‌خواهد که تلفنشان را از حالت قفل خارج کنند و به او بدهند و شلوارشان را پایین بکشند. اما نسخهٔ من از این پاسخ این است که می‌گویم "خب، اگر شما آنقدر خسته‌کننده‌ای پس ما یا هیچ‌کس دیگری نباید با شما حرف بزند، اما از نظر فلسفی، پاسخ واقعی این است که: نظارت انبوه یک تغییر ساختاری وسیع است. زمانی که جامعه به سمت بد شدن برود، شما را هم با خود خواهد برد، حتی اگر شما بی‌مزه‌ترین فرد روی زمین باشید."

### در برابر حریم خصوصی
اریک اشمیت مدیر عامل وقت شرکت گوگل گفت: «اگر شما چیزی دارید که نمی‌خواهید هیچ‌کس آن را بداند شاید شما نباید آن را انجام دهید اما اگر شما واقعاً نیاز به این نوع از حریم خصوصی دارید واقعیت این است که موتورهای جستجو از جمله گوگل این اطلاعات را برای مدتی حفظ می‌کنند و این مهم است به عنوان مثال همهٔ ما از لایحه میهن‌دوستی ایالات متحده نفع می‌بریم. برای همین ممکن است که این اطلاعات در دسترس مقامات قرار گیرد.» اما در سال ۲۰۰۵ پس از آن‌که CNET یک مقاله‌ای منتشر کرد که در آن اطلاعات شخصی دربارهٔ اشمیت را افشا کرده بود تمام خبرنگاران CNET وارد لیست سیاه صحبت کردن با کارمندان گوگل شدند.
زمانی که بحثی در مورد برنامهٔ MAINWAY در جریان بود، ترنت لات، رهبر سابق اکثریت مجلس سنای ایالات متحده آمریکا اظهار داشت: "مردم نگران چه هستند؟ مشکل چیست؟ آیا شما در حال انجام چیزی هستید که نباید انجام دهید؟"
جان هری، نویسندهٔ انگلیسی می‌گوید که استدلال «چیزی برای پنهان کردن وجود ندارد» به دوربین‌های CCTV که در اماکن عمومی انگلستان نصب شده بی‌ربط است زیرا دوربین‌ها در اماکن عمومی قرار گرفته‌اند یعنی در جاهایی که توسط بسیاری از انسان‌هایی که آن‌ها را نمی‌شناسد، دیده می‌شوند نه در «جاهایی که شما آن را پنهان می‌کنید».

## تاریخچه
آپتون سینکلر در افشاگری سال ۱۹۱۹ (با اشاره به انفجار خیابان لکسینگتون در سال ۱۹۱۴) نوشت:
از ابتدا تا انتها من چیزی برای پنهان کردن ندارم و به این دلیل چیزی برای نگرانی ندارم و این برای روزنامه‌ها به همان اندازه‌ای شناخته شده که برای پلیس‌هایی که دلیل انفجار را بررسی می‌کنند شناخته شده‌است.

## مطالعهٔ بیشتر
- کلاین، ساسچا. "من چیزی برای پنهان کردن ندارم": نظارت الکترونیکی ارتباطات، حریم خصوصی و قدرت استدلال. GRIN Verlag، ۲۶ آوریل ۲۰۱۲. شابک ‎۳−۶۵۶−۱۷۹۱۳−۱، ۹۷۸۳۶۵۶۱۷۹۱۳۹.
- سولو، دنیل جی. ""من چیزی برای پنهان کردن ندارم' و دیگر بدفهمی‌ها دربارهٔ حریم خصوصی." سن دیگو نقد Law, شمارهٔ. ۴۴، صفحهٔ. ۷۴۵، ۲۰۰۷. تا صفحهٔ. 745. ISSN 0036-4037. شماره رکورد ۳۱۱۹۷۹۴۰. جورج واشینگتن دانشگاه دانشکده حقوق عمومی قانون مقاله پژوهشی شماره ۲۸۹. - یک مقاله که نوشته شده بود برای یک سمپوزیوم در سن دیگو قانون را نقد کنید. موجود در Academic Search Completeهای HeinOnlineهای LexisNexis علمیو پژوهش‌های علوم اجتماعی، شبکهاست.
- "نظارت و "چیزی برای پنهان کردن ندارم"." (آرشیو بایگانی‌شده  در ۹ مارس ۲۰۱۵ توسط Wayback Machine) CSE/ایسه ۳۱۲: حقوقی و اجتماعی و مسائل اخلاقی است. دانشگاه استونی بروکاست. - پاورپوینت ارائه و بر اساس Solove کار است.
- مور آدم. "حریم خصوصی، امنیت و نظارت دولت: ویکی لیکس و جدید مسئولیت" 'روابط عمومی فصلنامه', Vol. 25 (مارس ۲۰۱۱): ۱۴۱–۱۵۶.